# Башмакова Ізабелла Григорівна
Ізабелла Григорівна Башмакова (3 січня 1921 року, Ростов-на-Дону — 17 липня 2005 року, Звенигород) — радянська історик науки, докторка фізико-математичних наук (1961), професорка (1962), дійсний членкиня Міжнародної академії історії науки (1971).

## Біографія
У 1932 році разом з батьками переїхала в Москву. Батько — Григорій Георгійович Башмаков, учень П. І. Новгородцева, голови московської школи філософії права, працював в Москві адвокатом. Мама — Ганна Іванівна, уроджена Аладжалова.
Ізабелла Башмакова з дитинства захоплювалася поезією, особливо віддаючи перевагу Пушкіну і Тютчеву. Була особисто знайома з Б. Л. Пастернаком і багатьма іншими відомими поетами. Сама писала вірші і вибирала між математикою або поезією. У 1938 році вступила на механіко-математичний факультет Московського державного університету.
Після початку Великої Вітчизняної війни разом з МДУ поїхала в евакуацію в Ашхабад. Працювала медичною сестрою у військовому госпіталі в Самарканді.
Незабаром після повернення з евакуації вона познайомилася з математиком Андрієм Івановичем Лапіним, який став її чоловіком і справив на неї величезний вплив. Від нього вона перейняла глибокий інтерес до античності, вони разом працювали над низкою проблем і спільно публікували статті про результати роботи — майже всі наукові проблеми вони обмірковували разом. В цей же час відбулося її знайомство з С. А. Яновської, під керівництвом якої вона стала займатися історією математики. Центральною темою наукової роботи І. Г. Башмакової стала історія математики в Росії та в Стародавній Греції, історія алгебри і теорії чисел.
У 1944 році закінчила МГУ, з 1948 року викладає в ньому, прочитала курс лекцій з історії математики, з 1949 року — доцент механіко-математичного факультету Московського університету. У 1948 році захистила кандидатську дисертацію «З історії теорії подільності», в якій провела аналіз математичних книг «Начал» Евкліда і показала, що Евклід розрізняв «числа-кратності» і «числа-відрізки» і дав цілком сувору побудову арифметики. Крім того, розглянула подальший розвиток теорії подільності до робіт Р. Дедекінда, Л. Кронекера і Е. В. Золотарьова, приділивши особливу увагу недооціненим на Заході локальних методів Золотарьова.
У подальшій роботі провела дослідження робіт Архімеда, історії діофантового аналізу, разом з І. М. Веселовським здійснила видання російського перекладу «Арифметики» Діофанта, забезпечивши його докладними коментарями (1974).
Результати І. Г. Башмакової увійшли в загальні курси з історії математики.
Цикл досліджень з античної математики склав зміст докторської дисертації І. Г. Башмакової, яку вона захистила в 1961 році. У 1968 році їй присвоєно звання професор.
У 1966 році обрана членом-кореспондентом, а в 1971 році — дійсним членом Міжнародної академії історії науки.
Працювала в науково-дослідному семінарі з історії та методології математики Московського державного університету, згодом стала одним з його керівників (разом з С. А. Яновської, А. П. Юшкевичем і К. А. Рибніковим), багато в чому визначала успішну роботу цього семінару.
Читала також спеціальні курси з різних питань історії математики (з історії комутативність алгебри, діофантового аналізу та ін) для студентів механіко-математичного факультету МДУ. Підготувала понад 20 кандидатів наук.

## Сім'я
Чоловік — Андрій Іванович Лапін.
Дочка — Тетяна

## Нагороди та звання
У 1997 році присвоєно звання Заслуженого професора Московського університету.
Медаль А. Койре Міжнародної академії історії науки (2001).